# Maja Krumnacker
Maja Krumnacker (* 11. Juli 1931 in Zwickau) ist eine deutsche Werkstoffwissenschaftlerin.

## Leben
Maja Krumnacker legte 1949 in Zwickau das Abitur ab. Im gleichen Jahr nahm sie ein Studium der Metallogie an der Bergakademie Freiberg auf, das sie 1955 mit dem Diplom abschloss. Bis 1956 blieb sie als wissenschaftliche Assistentin am Institut für Metallkunde und Materialprüfung der Bergakademie. Ende 1956 zog sie nach Leipzig, wo sie bis 1963 im VEB Metallgusswerk arbeitete und ab 1962 die Abteilung Werkstoffprüfung leitete.
Als Konsulentin für das Fernstudium im Fach Werkstoffkunde blieb sie in engem Kontakt mit ihrer alten Hochschule. 1962 schloss sie mit dem Prädikat Magma cum laude ihre Promotion ab. Ein Jahr später kehrte sie nach Freiberg zurück, wo sie sich 1967 habilitierte und ab 1968 als Hochschuldozentin für Metallkunde wirkte.
1978 wurde sie als erste Frau an der Bergakademie Freiberg zur Professorin für das Fachgebiet Metallkunde der NE-Werkstoffe berufen. Bis zu ihrer Emeritierung im Jahr 1991 blieb sie die einzige Professorin an ihrer Hochschule.
Maja Krumnacker hielt 40 Vorträge auf Symposien und Tagungen und verfasste 65 Publikationen. Von 1973 bis 1991 war sie Vorsitzende des Redaktionsbeirates der Fachzeitschrift Neue Hütte. Lange nach ihrer Emeritierung, von 2000 bis 2005, nahm sie einen Lehrauftrag an der Staatlichen Studienakademie Riesa wahr.

## Veröffentlichungen (Auswahl)
- Zur Charakterisierung der Porosität bei Leichtmetallguß, besonders hinsichtlich der Differenzierung von Gas- und Lunkermikroporosität. Dissertation, Freiberg 1962 (Digitalisat)
- Untersuchungen zur Konzentrationsverteilung an der Phasengrenzfläche bei der Erstarrung von verdünnten Zinn-Zink-Legierungen unter Berücksichtigung von Wachstumsstrukturen. Habilitationsschrift, Freiberg 1967

## Ehrungen
- 1955 Agricola-Medaille (von der Bergakademie Freiberg für herausragende Studienergebnisse verliehen)
- 2006 Ehrenkolloquium anlässlich ihres 75. Geburtstages